# 格里哈爾瓦河

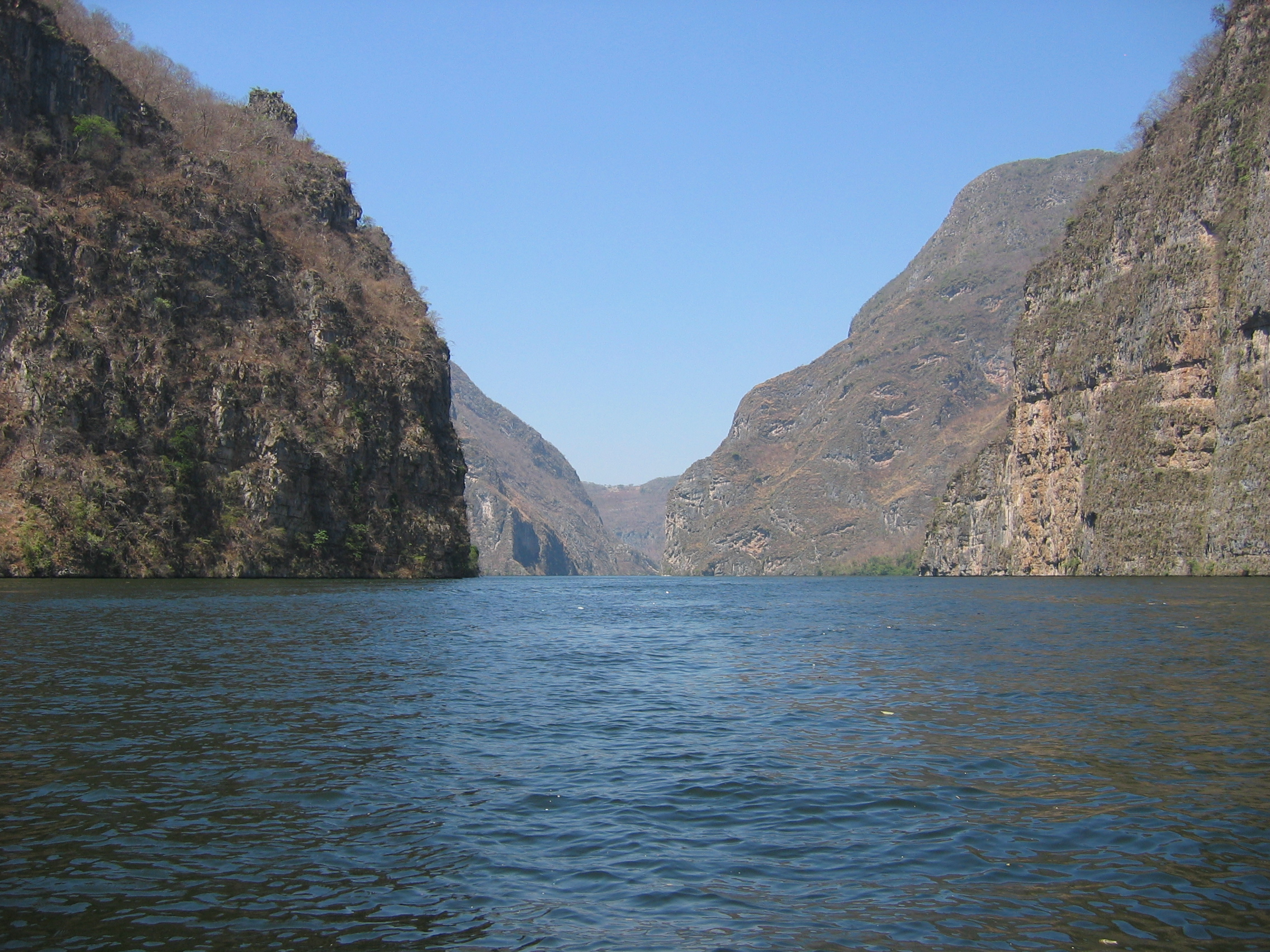

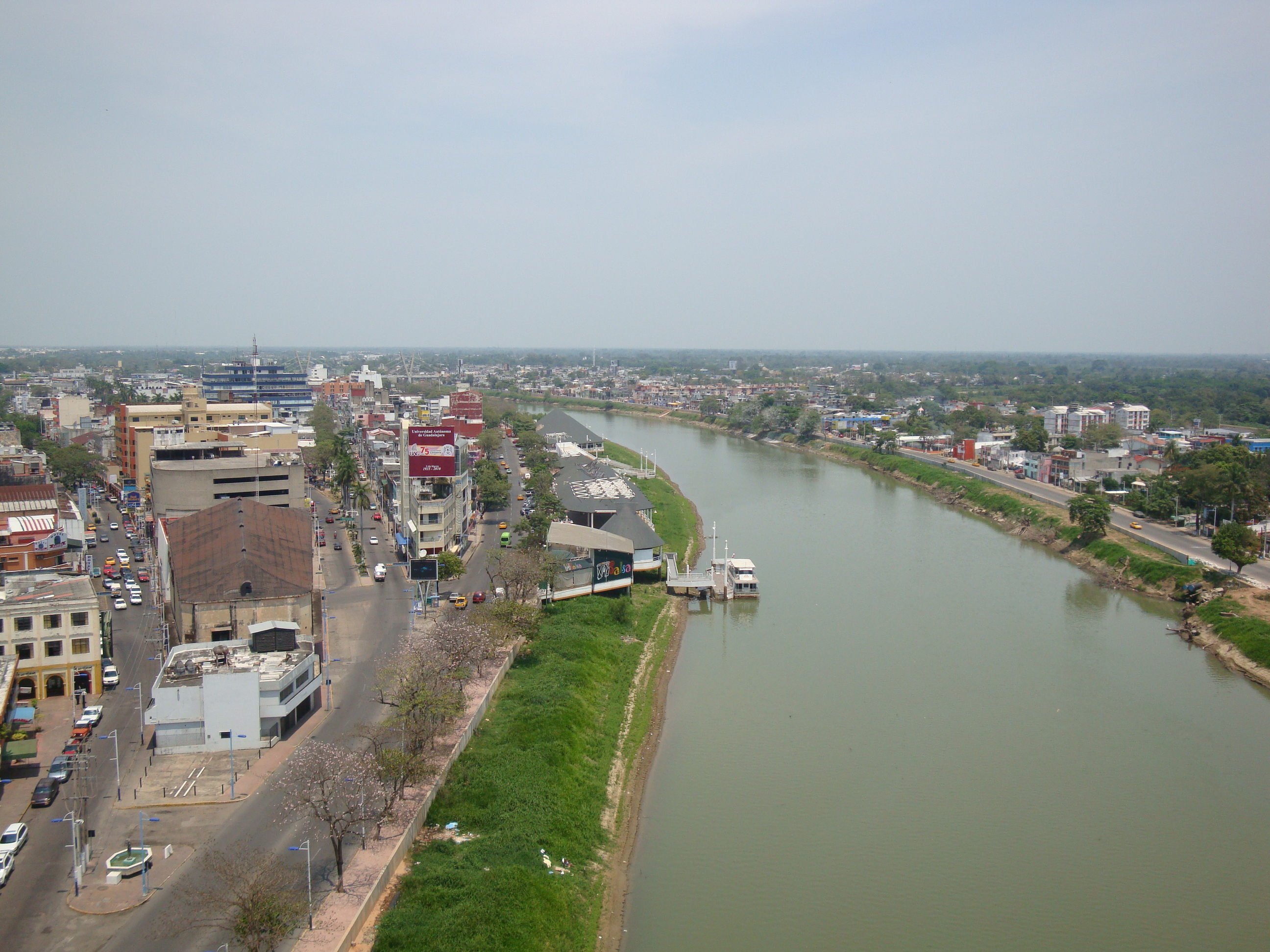

格里哈爾瓦河是墨西哥的河流，位於該國東南部，河道全長600公里，流域面積134,400平方公里，流經恰帕斯州和塔巴斯科州，最終注入墨西哥灣。
18°35′20″N 92°41′20″W / 18.58889°N 92.68889°W